# Richard P. Bland
Richard Parks Bland var en amerikansk politiker for Demokraterne, der blev kendt for loven Bland bill af (28. februar 1878), der havde til formål at hæve sølvets pris.